# David Prutton
David Prutton (ur. 12 września 1981 roku w Kingston upon Hull) – angielski piłkarz, który występował najczęściej na pozycji prawego pomocnika.

## Kariera klubowa
David Prutton zawodową karierę rozpoczynał w 1998 roku w angielskiej drużynie Nottingham Forest, gdzie przez sześć lat rozegrał łącznie 143 ligowe spotkania. 31 sierpnia 2003 roku, w ostatni dzień okienka transferowego, Anglik za 2,5 miliona funtów został kupiony przez występujący wówczas w Premier League Southampton. W ekipie popularnych "Świętych" Prutton grywał na pozycji pomocnika bądź też prawego obrońcy. Wbrew wcześniejszym przypuszczeniom Anglik stał się bardzo ważnym ogniwem w drużynie Gordona Strachana.
W sezonie 2004/2005 w meczu z Arsenalem David dostał czerwoną kartkę za faul na Robercie Pirèsie. Anglik w przypływie emocji odepchnął arbitra, w efekcie czego został zdyskwalifikowany na dziesięć spotkań, a do tego musiał zapłacić karę sześciu tysięcy funtów. Prutton do gry powrócił na ostatni mecz sezonu z Manchesterem United, który Southampton musiał wygrać, żeby utrzymać się w Premiership. Pojedynek ten zakończył się zwycięstwem "Czerwonych Diabłów", w efekcie czego Southampton spadł do The Championship.
We wrześniu 2005 roku Anglik złamał kość śródstopia, przez co musiał pauzować przez kilka miesięcy. Po wyleczeniu urazu Prutton stracił miejsce w podstawowej jedenastce i zaczął szukać nowego zespołu. Ostatecznie został wypożyczony do Nottingham w zimowym okienku transferowym. 7 sierpnia 2007 roku Prutton podpisał kontrakt z Leeds United. Swoje pierwsze trafienie dla nowej drużyny Anglik zaliczył w wygranym 2:0 pojedynku przeciwko Swansea City rozegranym 22 września. W sezonie 2007/2008 Prutton wystąpił w 41 spotkaniach i zdobył jedną bramkę. Od początku kolejnych rozgrywek pełnił w Leeds rolę rezerwowego.
26 stycznia 2010 roku Prutton został wypożyczony na miesiąc do Colchesteru United. W swoim ligowym debiucie z Milton Keynes Dons strzelił gola. 1 lutego Anglik rozwiązał swój kontrakt z Leeds i na zasadzie transferu definitywnego przeszedł do Colchesteru.
W maju 2011 roku podpisał kontrakt z Sheffield Wednesday.

## Kariera reprezentacyjna
Jako piłkarz Nottingham Forest Prutton zadebiutował w młodzieżowej reprezentacji Anglii do lat 21. Łącznie zaliczył dla niej 25 występów, jednak nie strzelił w nich ani jednego gola.